# Воробьёв, Юрий Геннадьевич
Юрий Геннадиевич Воробьёв (1925—2001) — наводчик станкового пулемёта 1232-го стрелкового полка (370-я стрелковая дивизия, 69-я армия, 1-й Белорусский фронт), сержант.

## Биография

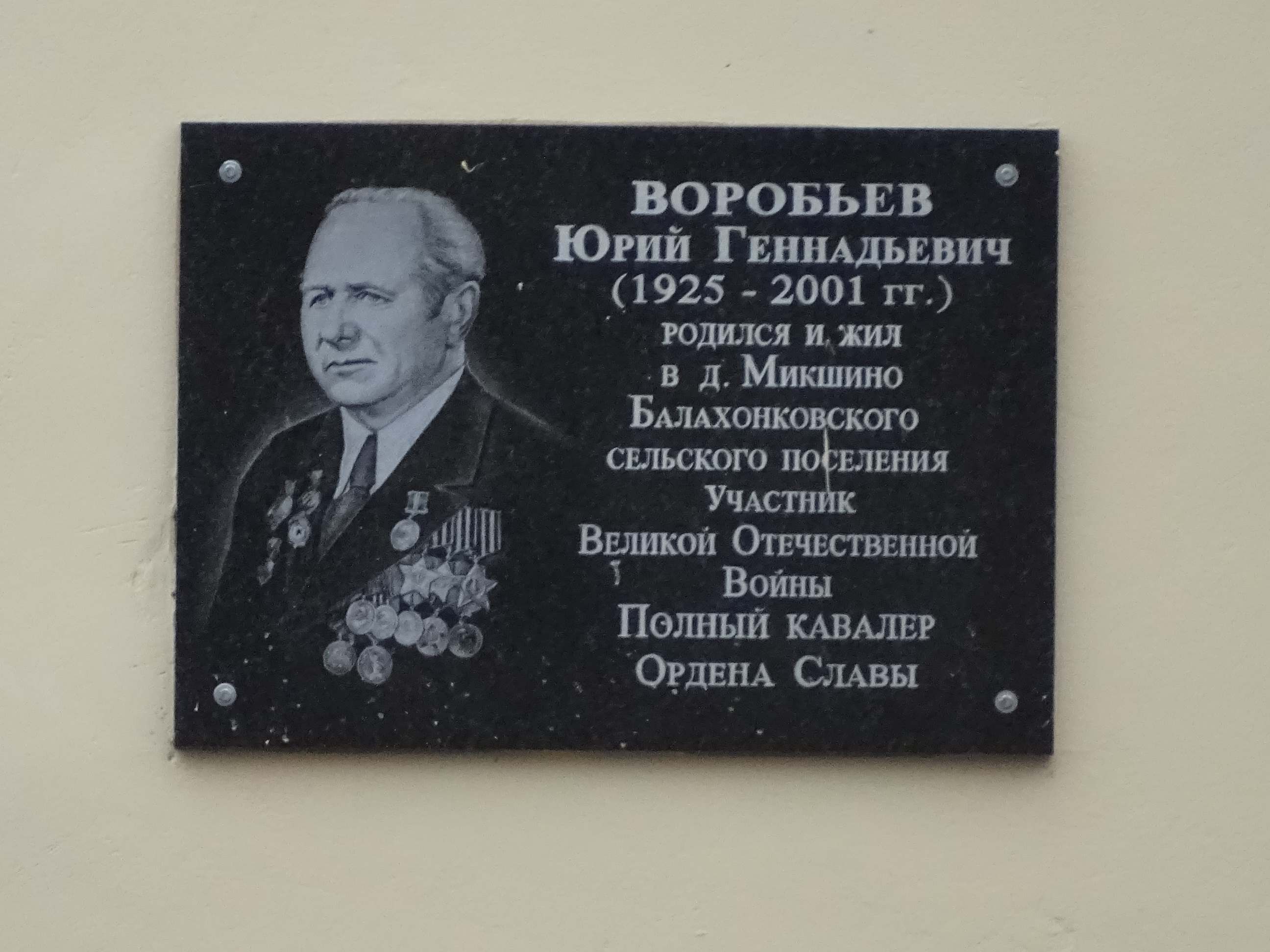

Юрий Геннадьевич Воробьёв родился в крестьянской семье в деревне Микшино Шуйского уезда Владимирской губернии (в настоящее время Ивановский район Ивановской области). Окончил начальную школу, образование продолжил уже после войны, окончив 7 классов средней школы в 1954 году. Работал в колхозе.
В январе 1943 года Ивановским райвоенкоматом был призван в ряды Красной армии. С 1943 года на фронтах Великой Отечественной войны.
В бою за овладение плацдармом на левом берегу реки Висла в района населённого пункта Насилув Люблинского воеводства 1 августа 1944 года младший сержант Воробьёв огнём своего пулемёта уничтожил 10 солдат противника, участвовал в отраженнии 9 контратак противника. В этом бою был ранен, но поля боя не покинул. Приказом по 370 стрелковой дивизии от 16 ноября 1944 года он был награждён орденом Славы 3-й степени.
29 января 1945 года при прорыве Мезерицкого укрепленного районе  младший сержант Воробьёв во время боя в районе населённого пункта Сильна-Нова в Великопольском воеводстве огнём из станкового пулемёта поразил около 10 солдат и офицеров противника, подавил 3 огневые точки. Приказом по 69-й армии от 21 февраля 1945 года он был награждён орденом Славы 2-й степени.
В период с 16 по 28 апреля 1945 года сержант Воробьёв принимал участие в боях на подступах к Берлину и южнее огнём своего пулемёта уничтожил около 20 солдат противника. Указом Президиума Верховного Совета СССР от 15 мая 1946 года он был награждён орденом Славы 1-й степени.
Ворбьёв продолжал службу в армии и был демобилизован в июле 1950 года. Вернулся на родину. Жил в Иваново, работал кровельщиком. В 1985 году в ознаменование 40-летия Победы был награждён орденом Отечественной войны 1-й степени. В 1995 году принял участие в параде Победы на Красной площади в честь 50-летия Победы над фашистской Германией.
Скончался Юрий Геннадьевич Воробьёв 2 сентября 2001 года.

## Память
- Похоронен на кладбище в деревне Иванково.